# King Stingray
King Stingray — австралійський рок-гурт із Північно-Східної землі Арнем у Північній території  Австралії, яку населяють аборигени Yolŋu (Yolngu).
Гурт King Stingray описує свій музичний стиль, як «Yolŋu surf rock».
Гурт виконує пісні з текстами як англійською мовою, так і мовою Yolŋu Matha.
У жовтні 2020 року  гурт King Stingray випустив свій дебютний сингл «Hey Wanhaka».
5 серпня 2022 року вийшов дебютний однойменний альбом гурту King Stingray.

## Історія
Двоє із засновників гурту King Stingray були знайомі з дитинства: головний вокаліст Yirrŋa Yunupiŋu є племінником Dr M. Yunupiŋu, а гітарист Roy Kellaway є сином Stuart Kellaway.
Dr M. Yunupiŋu та Stuart Kellaway були засновниками гурту Yothu Yindi.
Yirrŋa Yunupiŋu та Roy Kellaway виросли разом у громаді Їрркала (Yirrkala), у Північно-Східній землі Арнем (Northeast Arnhem Land), у Північній території (Northern Territory) Австралії, яку населяють аборигени Yolŋu.
У 2020 році до них приєдналися гітарист/діджеріду Діматхая Бураррванга та басист Кемпбелл Мессер, так виник гурт King Stingray.
Вони підписали контракт із лейблом Bargain Bin Records The Chats у 2020 році.
Дебютний сингл гурту King Stingray, «Hey Wanhaka», написаний Їрнгою Юнупіу (Yirrnga Yunupiŋu) та Роєм Келловеєм, вийшов у жовтні 2020 року.
У січні 2021 року гурт King Stingray випустив сингл «Get Me Out». Австралійська цифрова радіостанція Double J описала пісню так: «данина важливості домівки». Згідно із заявою для преси, пісня була написана після того, як родичка одного з учасників гурту загубилася в Мельбурні, коли гурт King Stingray був в турі разом з гуртом Yothu Yindi. Гурт King Stingray заявив: «У неї не було телефону [і] в стилі аборигенів Yolŋu, вона дивом знайшла шлях до нас, і тепер ми сміємося з цього». Ден Кондон (Dan Condon) з ABC сказав: «Це так хитромудро, і так зворушливо, і, безсумнівно, це допоможе новому гурту продовжувати завойовувати серця широкого кола шанувальників».
Льюїс Стайлз приєднався до гурту барабанщиком на початку 2021 року.
У серпні 2021 року гурт King Stingray підписав контракт з лейблом Cooking Vinyl Australia (партнер Sony Music) і випустив сингл «Milkumana». Австралійська національна радіостанція Triple j описала пісню так: «про енергетику передачі знань». Музичне відео було знято в рідному місті гурту King Stingray, Їрркала, у ньому беруть участь старійшини племені Мангатджай Юнупінгу (Mangatjay Yunupingu) та Малхай Юнупінгу (Malŋay Yunupingu). У січні 2022 року сингли «Milkumana» та «Get Me Out» потрапили в чарт triple j Hottest 100 під номерами 56 і 46 відповідно.
У березні 2022 року гурт King Stingray випустив сингл «Camp Dog». Назва пісні натякає на собак, які блукають вулицями міста Їрркала.
Наступного місяця гурт King Stingray підтримував гурт Midnight Oil під час концерту в Сіднеї, фінальному концерті в хедлайнерському турі гурту Midnight Oil, Resist.
У травні 2022 року гурт King Stingray випустив сингл «Let's Go» та анонсував дебютний однойменний альбом. Альбом вийшов 5 серпня 2022 року.
У липні 2022 року гурт King Stingray був представлений на обкладинці журналу NME Australia у рамках детального інтерв’ю про їхній дебютний альбом, яке провела незалежна журналістка Ріанна Патрік з островів Торресової протоки.
У жовтні 2022 року гурт King Stingray випустив кавер на пісню гурту Men at Work, «Down Under» у рамках нової кампанії для урядової туристичної агенції Tourism Australia.
У червні 2023 року гурт King Stingray випустив сингл «Lookin' Out».
У серпні 2023 року гурт King Stingray отримав три нагороди AIR Awards: найкращий незалежний рок-альбом або міні-альбом, незалежний альбом року та найкращий виконавець року.
Гурт допоміг зустріти 2024 рік, виступивши на передноворічному концерті ABC New Year's Eve у гавані Сіднея.

## Учасники гурту
- Yirrŋa Yunupiŋu — головний вокал, музичні палички
- Рой Келлавей (Roy Kellaway) — гітара, бек-вокал
- Діматхая Бураррванга (Dimathaya Burarrwanga) — гітара, бек-вокал, діджеріду
- Льюїс Стайлз (Lewis Stiles) — ударні, бек-вокал
- Кемпбелл Мессер (Campbell Messer) — бас, банджо, бек-вокал
- Їміла Гурувіві (Yimila Gurruwiwi) — діджеріду, бек-вокал

## Дискографія

### Студійні альбоми
| Назва         | Додаткова інформація                                                                                     | Пікові позиції в чартах |
| Назва         | Додаткова інформація                                                                                     | AUS                     |
| ------------- | --- | ----------------------- |
| King Stingray | - Реліз: 5 серпня 2022 - Лейбл: Cooking Vinyl Australia - Формат: Streaming, vinyl, CD, digital download | 6                       |

### Сингли
| Назва                        | Рік  | Альбом            |
| ---------------------------- | ---- | ----------------- |
| "Hey Wanhaka"                | 2020 | King Stingray     |
| "Get Me Out"                 | 2021 | King Stingray     |
| "Milkumana"                  | 2021 | King Stingray     |
| "Camp Dog"                   | 2022 | King Stingray     |
| "Let's Go"                   | 2022 | King Stingray     |
| "Lupa"                       | 2022 | King Stingray     |
| "Down Under (Under One Sun)" | 2022 | Сингл без альбому |
| "Lookin' Out"                | 2023 | В очікуванні      |
| "Through the Trees"          | 2024 | В очікуванні      |

## Нагороди та номінації

### AIR Awards
Australian Independent Record Awards (неофіційно відома як AIR Awards) — щорічна церемонія нагородження, проводиться з 2006 року. Призначена для визнання, популяризації та відзначення успіху сектору незалежної музики Австралії. Відзначає найкращі незалежно випущені австралійські сингли та альбоми року.
| Рік  | Номіновано    | Нагорода                                    | Результат | Ref.          |
| ---- | ------------- | ------------------------------------------- | --------- | ------------- |
| 2022 | "Get Me Out"  | Independent Song of the Year                | Номінація | [ 26 ] [ 27 ] |
| 2023 | King Stingray | Independent Album of the Year               | Перемога  | [ 28 ] [ 29 ] |
| 2023 | King Stingray | Best Independent Rock Album or EP           | Перемога  | [ 28 ] [ 29 ] |
| 2023 | "Camp Dog"    | Independent Song of the Year                | Номінація | [ 28 ] [ 29 ] |
| 2023 | King Stingray | Breakthrough Independent Artist of the Year | Перемога  | [ 28 ] [ 29 ] |

### APRA Awards
APRA Awards в Австралії — щорічна церемонія нагородження, проводиться з 1982 року. Нагороди APRA відзначають передові досягнення в сучасній музиці та вшановують майстерність композиторів-учасників, авторів пісень і видавців, які досягли видатного успіху в продажах і виконанні в ефірі.
| Рік  | Номіновано                                    | Нагорода                             | Результат    | Ref.          |
| ---- | --------------------------------------------- | ------------------------------------ | ------------ | ------------- |
| 2022 | "Get Me Out" (Roy Kellaway & Yirrŋa Yunupiŋu) | Song of the Year                     | У шорт-листі | [ 31 ]        |
| 2022 | "Milkumana" (Roy Kellaway & Yirrŋa Yunupiŋu)  | Song of the Year                     | У шорт-листі | [ 31 ]        |
| 2023 | "Lupa" (Roy Kellaway & Yirrŋa Yunupiŋu)       | Song of the Year                     | Номінація    | [ 32 ] [ 33 ] |
| 2023 | "Milkumana" (Roy Kellaway & Yirrŋa Yunupiŋu)  | Most Performed Rock Work of the Year | Номінація    | [ 32 ] [ 33 ] |
| 2023 | Roy Kellaway & Yirrŋa Yunupiŋu                | Breakthrough Songwriter of the Year  | Номінація    | [ 32 ] [ 33 ] |
| 2024 | "Lookin' Out"                                 | Song of the Year                     | У шорт-листі | [ 34 ]        |
| 2024 | "Lookin' Out"                                 | Most Performed Rock Work             | Номінація    | [ 35 ]        |

### ARIA Music Awards
ARIA Music Awards — щорічна церемонія вручення нагород, яка відзначає досконалість, інновації та досягнення в усіх жанрах австралійської музики.
| Рік  | Номіновано                                                                             | Нагорода                                                                                | Результат | Ref.          |
| ---- | -------------------------------------------------------------------------------------- | --------------------------------------------------------------------------------------- | --------- | ------------- |
| 2022 | King Stingray                                                                          | Album of the Year                                                                       | Номінація | [ 36 ] [ 37 ] |
| 2022 | King Stingray                                                                          | Best Group                                                                              | Номінація | [ 36 ] [ 37 ] |
| 2022 | King Stingray                                                                          | Michael Gudinski Breakthrough Artist                                                    | Перемога  | [ 36 ] [ 37 ] |
| 2022 | King Stingray                                                                          | Best Rock Album                                                                         | Номінація | [ 36 ] [ 37 ] |
| 2022 | Kayla Flett, Gabi Coulthurst & Dimathaya Burarrwanga for King Stingray – King Stingray | Best Cover Art                                                                          | Номінація | [ 36 ] [ 37 ] |
| 2023 | Tourism Australia: Come and Say G'day (M&C Saatchi Sydney)                             | Best Use of an Australian Recording in an Advertisement (duration of 2 minutes or less) | Номінація | [ 38 ] [ 39 ] |
| 2023 | Tourism Australia: G'day Short Film (M&C Saatchi Sydney)                               | Best Use of an Australian Recording in an Advertisement (over 2 minutes duration)       | Номінація | [ 38 ] [ 39 ] |
| 2023 | Sam Brumby for King Stingray – "Lookin' Out"                                           | Best Video                                                                              | Номінація | [ 38 ] [ 39 ] |
| 2023 | That's Where I Wanna Be Tour                                                           | Best Australian Live Act                                                                | Номінація | [ 38 ] [ 39 ] |

### Australian Music Prize
Australian Music Prize (AMP) — це щорічна нагорода в розмірі 30 000 доларів США, яка присуджується австралійській групі чи сольному виконавцю на знак визнання заслуг альбому, випущеного протягом року нагородження. AMP існує, щоб відкривати, винагороджувати та просувати нову австралійську музику.
| Рік  | Номіновано    | Нагорода               | Результат | Ref.          |
| ---- | ------------- | ---------------------- | --------- | ------------- |
| 2022 | King Stingray | Australian Music Prize | Перемога  | [ 41 ] [ 42 ] |

### Environmental Music Prize
Environmental Music Prize — музична премія відзначає тематичні пісні, які надихають на дії щодо збереження природи та клімату. Проводиться з  2022 року.
| Рік  | Номіновано    | Нагорода                  | Результат | Ref.          |
| ---- | ------------- | ------------------------- | --------- | ------------- |
| 2022 | "Hey Wanhaka" | Environmental Music Prize | Номінація | [ 44 ]        |
| 2023 | "Milkumana"   | Environmental Music Prize | Номінація | [ 45 ] [ 46 ] |

### J Awards
J Awards — щорічна церемонія вручення серії музичних нагород, заснована молодіжною радіостанцією Triple J національної громадської мовної корпорації Австралії (Australian Broadcasting Corporation). Проводиться з 2005 року.
| Рік  | Номіновано                                             | Нагорода                        | Результат | Ref.          |
| ---- | ------------------------------------------------------ | ------------------------------- | --------- | ------------- |
| 2021 | "Milkumana" (directed by King Stingray and Sam Brumby) | Australian Video of the Year    | Номінація | [ 47 ] [ 48 ] |
| 2021 | King Stingray                                          | Unearthed Artist of the Year    | Перемога  | [ 47 ] [ 48 ] |
| 2022 | King Stingray                                          | Australian Album of the Year    | Номінація | [ 49 ]        |
| 2022 | King Stingray                                          | Double J Artist of the Year     | Номінація | [ 49 ]        |
| 2023 | King Stingray                                          | Australian Live Act of the Year | Номінація | [ 50 ]        |

### National Indigenous Music Awards
National Indigenous Music Awards  — відзначає досконалість, новаторство та лідерство серед музикантів аборигенів і жителів островів Торресової протоки з усієї Австралії. Нагорода присуджується з 2004 року.
| Рік  | Номіновано    | Нагорода               | Результат | Ref.          |
| ---- | ------------- | ---------------------- | --------- | ------------- |
| 2021 | King Stingray | New Artist of the Year | Номінація | [ 51 ] [ 52 ] |
| 2022 | King Stingray | Artist of the Year     | Номінація | [ 53 ] [ 54 ] |
| 2022 | "Milkumana"   | Song of the Year       | Перемога  | [ 53 ] [ 54 ] |
| 2023 | "Let's Go"    | Song of the Year       | Перемога  | [ 55 ] [ 56 ] |
| 2023 | "Let's Go"    | Film Clip of the Year  | Перемога  | [ 55 ] [ 56 ] |

### National Live Music Awards
National Live Music Awards (NLMAs) — відзначає внесок у індустрію живої музики в Австралії. Нагорода присуджується з 2016 року.
| Рік  | Номіновано                      | Нагорода                  | Результат | Ref.          |
| ---- | ------------------------------- | ------------------------- | --------- | ------------- |
| 2023 | King Stingray                   | Best Live Act             | Номінація | [ 57 ] [ 58 ] |
| 2023 | King Stingray                   | Best Live Act in the NT   | Перемога  | [ 57 ] [ 58 ] |
| 2023 | Yirrŋa Yunupiŋu (King Stingray) | Best Live Voice           | Номінація | [ 57 ] [ 58 ] |
| 2023 | Yirrŋa Yunupiŋu (King Stingray) | Best Live Voice in the NT | Номінація | [ 57 ] [ 58 ] |
| 2023 | Lewis Stiles (King Stingray)    | Best Live Drummer         | Номінація | [ 57 ] [ 58 ] |
| 2023 | Roy Kellaway (King Stingray)    | Best Live Guitarist       | Номінація | [ 57 ] [ 58 ] |

### Rolling Stone Australia Awards
Rolling Stone Australia Awards — нагорода австралійського видання журналу Rolling Stone за видатний внесок у популярну культуру в попередньому році. Присуджується щорічно в січні або лютому.
| Рік  | Номіновано    | Нагорода        | Результат | Ref.   |
| ---- | ------------- | --------------- | --------- | ------ |
| 2022 | King Stingray | Best New Artist | Перемога  | [ 60 ] |

### Vanda & Young Global Songwriting Competition
Vanda & Young Global Songwriting Competition — це щорічний конкурс, який «відзначає чудове написання пісень, одночасно підтримує та збирає гроші для Nordoff-Robbins», і координується Albert Music і APRA AMCOS. Проводиться з 2009 року.
| Рік  | Номіновано  | Нагорода                                     | Результат | Ref.   |
| ---- | ----------- | -------------------------------------------- | --------- | ------ |
| 2022 | "Milkumana" | Vanda & Young Global Songwriting Competition | 1st       | [ 62 ] |
| 2022 | "Camp Dog"  | Vanda & Young Global Songwriting Competition | 3rd       | [ 62 ] |